# Poecilotylus luridilabris
Poecilotylus luridilabris är en tvåvingeart som beskrevs av Günther Enderlein 1922. Poecilotylus luridilabris ingår i släktet Poecilotylus och familjen skridflugor. Inga underarter finns listade i Catalogue of Life.